# Anagrus scassellatii
Anagrus scassellatii är en stekelart som beskrevs av Pasquino Paoli 1930. Anagrus scassellatii ingår i släktet Anagrus och familjen dvärgsteklar.
Artens utbredningsområde är Somalia. Inga underarter finns listade i Catalogue of Life.